# Mistrzostwa Świata Juniorów w Biathlonie 2001
Mistrzostwa Świata Juniorów w Biathlonie 2001 odbyły się w Chanty-Mansyjsku (Rosja) pomiędzy 21 a 25 marca 2001 roku. Rozegrane zostały 4 konkurencje: bieg indywidualny, bieg sprinterski, bieg pościgowy i bieg sztafetowy. Wszystkie konkurencje zostały rozegrane dla mężczyzn i kobiet. W sumie odbyło się 8 biegów.

## Wyniki kobiet (juniorki)

### Bieg sprinterski – 7,5 km[1]
- Data: 21 marca 2001

| Medal | Zawodnik           | Narodowość | Strzelanie | Wynik   | Strata  |
| ----- | ------------------ | ---------- | ---------- | ------- | ------- |
|       | Romy Beer          | Niemcy     | 0+1        | 29:08,0 |         |
|       | Jenny Adler        | Niemcy     | 1+2        | 29:38,0 | +30,0   |
|       | Julia Makarowa     | Rosja      | 1+2        | 29:55,0 | +47,0   |
| ...   | ...                | ...        | ...        | ...     | ...     |
| 32.   | Magda Kiełtyka     | Polska     | 1+3        | 33:42,5 | +4:34,5 |
| 44.   | Beata Kiełtyka     | Polska     | 1+3        | 34:46,5 | +5:38,5 |
| 49.   | Katarzyna Ponikwia | Polska     | 2+2        | 35:27,5 | +6:19,5 |
| 52.   | Bernadetta Bednarz | Polska     | 3+5        | 36:36,2 | +7:28,2 |

### Bieg pościgowy – 10 km[2]
- Data: 22 marca 2001

| Medal | Zawodnik           | Narodowość | Strzelanie | Wynik   | Strata  |
| ----- | ------------------ | ---------- | ---------- | ------- | ------- |
|       | Jenny Adler        | Niemcy     | 1+0+1+0    | 40:48,9 |         |
|       | Romy Beer          | Niemcy     | 0+0+0+3    | 41:27,3 | +38,4   |
|       | Ludmiła Anańka     | Białoruś   | 0+0+1+0    | 42:19,0 | +1:30,1 |
| ...   | ...                | ...        | ...        | ...     | ...     |
| 30.   | Magda Kiełtyka     | Polska     | 0+1+4+1    | 49:05,8 | +8:16,9 |
| 39.   | Beata Kiełtyka     | Polska     | 0+0+4+2    | 50:08,0 | +9:19,1 |
| 41.   | Katarzyna Ponikwia | Polska     | 1+3+1+0    | 50:27,2 | +9:38,3 |

### Bieg indywidualny – 12,5 km[3]
- Data: 24 marca 2001

| Medal | Zawodnik           | Narodowość | Strzelanie | Wynik     | Strata   |
| ----- | ------------------ | ---------- | ---------- | --------- | -------- |
|       | Tatjana Moisiejewa | Rosja      | 1+2+1+0    | 51:20,8   |          |
|       | Dana Plotogea      | Rumunia    | 0+0+1+2    | 52:02,3   | +41,5    |
|       | Julia Makarowa     | Rosja      | 0+1+3+0    | 52:39,7   | +1:18,9  |
| ...   | ...                | ...        | ...        | ...       | ...      |
| 5.    | Beata Kiełtyka     | Polska     | 0+2+1+1    | 54:19,8   | +2:59,0  |
| 25.   | Bernadetta Bednarz | Polska     | 0+2+3+2    | 57:52,3   | +6:31,5  |
| 42.   | Krystyna Pałka     | Polska     | 2+3+5+2    | 1:01:59,0 | +10:38,2 |
| 45.   | Katarzyna Ponikwia | Polska     | 2+3+4+1    | 1:02:55,2 | +11:34,4 |

### Bieg sztafetowy – 3 × 7,5 km[4]
- Data: 25 marca 2001

| Medal | Drużyna                                                         | Strzelanie                      | Wynik     | Strata  |
| ----- | --------------------------------------------------------------- | ------------------------------- | --------- | ------- |
|       | Rosja · Tatjana Moisiejewa · Nadieżda Czastina · Julia Makarowa | 1+8 0+4 0+3 0+1 1+3 0+1 0+2 0+2 | 1:20:52,7 |         |
|       | Czechy · Magda Rezlerová · Zdeňka Vejnarová · Klára Moravcová   | 0+5 0+5 0+3 0+2 0+2 0+1 0+0 0+2 | 1:20:58,9 | +6,2    |
|       | Niemcy · Jenny Adler · Michele Volkenrath · Romy Beer           | 0+3 1+5 0+2 0+0 0+0 0+2 0+1 1+3 | 1:21:54,1 | +1:01,4 |
| ...   | ...                                                             | ...                             | ...       | ...     |
| 6.    | Polska · Magda Kiełtyka · Bernadetta Bednarz · Beata Kiełtyka   | 0+4 0+4 0+2 0+1 0+0 0+2         | 1:23:47,6 | +2:54,9 |

## Wyniki mężczyzn (juniorzy)

### Bieg sprinterski – 10 km[5]
- Data: 21 marca 2001

| Medal | Zawodnik            | Narodowość | Strzelanie | Wynik   | Strata  |
| ----- | ------------------- | ---------- | ---------- | ------- | ------- |
|       | Andreas Birnbacher  | Niemcy     | 1+1        | 31:09,1 |         |
|       | Nikołaj Krugłow     | Rosja      | 1+2        | 31:37,2 | +28,1   |
|       | Daniel Graf         | Niemcy     | 2+1        | 31:44,9 | +35,8   |
| ...   | ...                 | ...        | ...        | ...     | ...     |
| 51.   | Sylwester Kulig     | Polska     | 3+2        | 35:42,6 | +4:33,5 |
| 60.   | Bartłomiej Ponikwia | Polska     | 0+2        | 36:20,6 | +5:11,5 |
| 64.   | Grzegorz Bodziana   | Polska     | 5+2        | 36:50,0 | +5:40,9 |
| 69.   | Łukasz Wojaczek     | Polska     | 5+3        | 37:58,4 | +6:49,3 |

### Bieg pościgowy – 12,5 km[6]
- Data: 22 marca 2001

| Medal | Zawodnik           | Narodowość | Strzelanie | Wynik   | Strata |
| ----- | ------------------ | ---------- | ---------- | ------- | ------ |
|       | Andreas Birnbacher | Niemcy     | 0+2+1+2    | 40:02,5 |        |
|       | Nikołaj Krugłow    | Rosja      | 0+0+1+2    | 40:27,1 | +24,6  |
|       | Aleksiej Sołowiew  | Rosja      | 0+0+0+2    | 40:48,2 | +45,7  |

Polacy nie startowali.

### Bieg indywidualny – 15 km[7]
- Data: 24 marca 2001

| Medal | Zawodnik             | Narodowość | Strzelanie | Wynik     | Strata   |
| ----- | -------------------- | ---------- | ---------- | --------- | -------- |
|       | Witalij Czernyczew   | Rosja      | 0+0+1+1    | 49:37,3   |          |
|       | Siergiej Daszkiewicz | Białoruś   | 1+1+0+1    | 51:44,7   | +2:07,4  |
|       | Aleksiej Sołowiew    | Rosja      | 1+1+1+1    | 52:02,7   | +2:25,4  |
| ...   | ...                  | ...        | ...        | ...       | ...      |
| 25.   | Grzegorz Bodziana    | Polska     | 1+1+2+1    | 57:03,7   | +7:26,4  |
| 29.   | Dawid Paniak         | Polska     | 2+1+3+1    | 57:36,9   | +7:59,6  |
| 30.   | Sylwester Kulig      | Polska     | 2+1+0+3    | 57:52,8   | +8:15,5  |
| 56.   | Bartłomiej Ponikwia  | Polska     | 3+1+2+2    | 1:01:54,7 | +12:17,4 |

### Bieg sztafetowy – 4 × 7,5 km[8]
- Data: 25 marca 2001

| Medal | Drużyna                                                                             | Strzelanie                               | Wynik     | Strata  |
| ----- | ----------------------------------------------------------------------------------- | ---------------------------------------- | --------- | ------- |
|       | Niemcy · Michael Rösch · Kristian Mehringer · Danie Graf · Andreas Birnbacher       | 0+5 0+6 0+1 0+0 0+3 0+1 0+1 0+2 0+0 0+3  | 1:29:05,9 |         |
|       | Rosja · Witalij Czernyczew · Aleksander Żukow · Aleksiej Sołowiew · Nikołaj Krugłow | 0+9 3+10 0+3 0+2 0+2 1+3 0+1 2+3 0+3 0+2 | 1:31:47,2 | +2:41,3 |
|       | Norwegia · Sveinung Strand · Kent Roger Guttormsen · Dan Kjormo · Tobias Torgersen  | 2+7 1+9 0+2 0+0 0+0 1+3 2+3 0+3 0+2 0+3  | 1:33:26,5 | +4:20,6 |
| ...   | ...                                                                                 | ...                                      | ...       | ...     |
| 8.    | Polska · Łukasz Wojaczek · Sylwester Kulig · Dawid Paniak · Grzegorz Bodziana       | 0+10 0+4 0+3 0+2 0+3 0+0 0+3 0+1 0+1 0+1 | 1:36:18,8 | +7:12,9 |

## Tabela Medalowa
| Miejsce | Państwo  |   |   |   | Razem |
| ------- | -------- | - | - | - | ----- |
| 1.      | Niemcy   | 5 | 2 | 2 | 9     |
| 2.      | Rosja    | 3 | 3 | 4 | 10    |
| 3.      | Białoruś |   | 1 | 1 | 2     |
| =4.     | Czechy   |   | 1 |   | 1     |
| =4.     | Rumunia  |   | 1 |   | 1     |
| 6.      | Norwegia |   |   | 1 | 1     |